# Reverse convertible
 (juillet 2018).
Si vous disposez d'ouvrages ou d'articles de référence ou si vous connaissez des sites web de qualité traitant du thème abordé ici, merci de compléter l'article en donnant les références utiles à sa vérifiabilité et en les liant à la section « Notes et références ».
Une reverse convertible est un produit structuré appartenant à la famille des produits de rendement. Elle garantit à son détenteur de recevoir un coupon annuel fixe et, à maturité, un nominal de 100% si le sous-jacent clôture au-dessus du niveau barrière du produit.
Elles sont destinées aux investisseurs anticipant une stabilité ou une variation modérée du sous-jacent. La Reverse Convertible permet à son détenteur de recevoir un coupon garanti quoi qu'il se passe et un nominal de 100 % si le cours du sous-jacent n'a pas touché la barrière à échéance. En cas de légère hausse ou de baisse modérée du sous-jacent, elle confère à son détenteur un rendement plus important qu'un investissement direct sur le sous-jacent.

## Historique

### En Europe
Depuis le début des années 2000, les Reverse Convertibles sont présentes sur les marchés allemand et du Benelux. En France les premières Reverse Convertibles sont émises par Commerzbank en 2008 qui à ce jour est le seul émetteur de ces produits en Bourse de Paris.

## Types et fonctionnement

### Barrier reverse convertible
Une barrier reverse convertible est composé d'un seuil que le cours du sous-jacent ne doit pas avoir franchi à maturité afin que l’investisseur reçoive le remboursement maximal c’est-à-dire, le nominal plus le coupon garanti.
Si à maturité le sous-jacent clôture au-dessus de la barrière, l’investisseur reçoit l’intégralité du nominal en plus du coupon garanti. Dans ce cas le rendement de l’investissement est positif.
Si par contre le sous-jacent clôture en dessous de la barrière à maturité, l’investisseur recevra le coupon garanti et la performance du sous-jacent depuis l’émission du produit sera imputée au nominal. Grâce au coupon reçu le rendement de l’investissement est toujours supérieur à celui du sous-jacent.

## Exemple
Considérons une Reverse Convertible maturité un an avec un nominal de 100 USD, garantissant un coupon annuel de 6 USD émis sur un sous-jacent qui cote actuellement 42 USD, la barrière est à 35 USD. À maturité deux cas peuvent se présenter :
1. Le sous-jacent clôture au-dessus de 40 USD (baisse de 4,6 % du sous-jacent), la totalité du nominal sera remboursée à l'investisseur en plus du coupon annuel. Ce dernier recevra 100 + 6 = 106 USD c'est-à-dire un rendement de 6 % contre une perte de 4,6 % sur le sous-jacent.
2. Le sous-jacent clôture à 34 USD, correspondant à une baisse de (34-42)/42 = -19 % du sous-jacent. L'investisseur recevra le coupon garanti de 6 USD en plus de la sous-performance du sous-jacent imputée au nominal. L’intégralité du remboursement s'élève à 6 + 34/42 · 100 = 86,95 USD ce qui correspond à une perte de 13 %.

## Évolution du prix
Le prix d’une Reverse Convertible évolue avec le temps. Plus on se rapproche de la maturité du produit, plus le prix du produit s’appréciera car il gagne de la valeur temps. La volatilité a aussi un rôle dans le choix du produit. Plus l’actif sous-jacent sera volatile, plus important sera le coupon proposé par la Reverse Convertible et plus la barrière sera éloignée du cours du sous-jacent.

## Structuration
La structuration d’une Reverse Convertible est composée de deux éléments :
- L’achat d’une obligation dont le nominal est identique
- La vente d’une option put Down and In de prix d’exercice égal à la barrière du produit

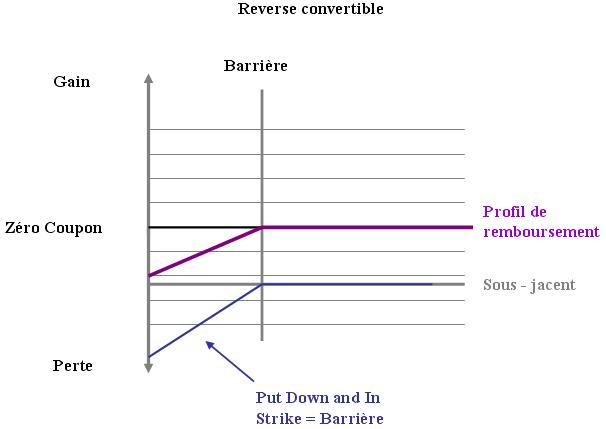
Profil de remboursement Reverse convertible